# Ayoola Ayolola
Ayoola Ayolola (Kano, 12 de enero de 1987) es un actor, músico y cantante nigeriano. Ganó el 5º Proyecto Fama África Occidental el 29 de septiembre de 2012.

## Primeros años y educación
Ayolola nació en Kano, en el norte de Nigeria. Es el mayor de cinco hermanos. Estudió bioquímica en la Covenant University de Ota, estado de Ogun.

## Carrera

### Proyecto Fama África Occidental
Ayolola ganó la 5ª edición del Proyecto Fama África Occidental, donde fue obsequiado con un coche, 2,5 millones de naira precio en efectivo y un año de grabación deal. Anteriormente participó en otro concurso de canto Nigerian Idol donde fue desalojado en la primera ronda tras quedar entre los 12 finalistas.

### Carrera como actor
Ayolola suspendió su carrera musical para dedicarse a la actuación en 2015, después apareció como Mide en la serie de YouTube Skinny Girl in Transit. También apareció en películas como Isoken.